# PRICKLE4
PRICKLE4 (англ. Prickle planar cell polarity protein 4) – білок, який кодується однойменним геном, розташованим у людей на короткому плечі 6-ї хромосоми. Довжина поліпептидного ланцюга білка становить 344 амінокислот, а молекулярна маса — 37 551.
| 10         |  | 20         |  | 30         |  | 40         |  | 50         |
| ---------- |  | ---------- |  | ---------- |  | ---------- |  | ---------- |
| MSPQGPAVLS |  | LGSLCLDTNQ |  | APNWTGLQTL |  | LQQLPPQDID |  | ERYCLALGEE |
| ERAELQLFCA |  | RRKQEALGQG |  | VARLVLPKLE |  | GHTCEKCREL |  | LKPGEYGVFA |
| ARAGEQRCWH |  | QPCFACQACG |  | QALINLIYFY |  | HDGQLYCGRH |  | HAELLRPRCP |
| ACDQLIFSWR |  | CTEAEGQRWH |  | ENHFCCQDCA |  | GPLGGGRYAL |  | PGGSPCCPSC |
| FENRYSDAGS |  | SWAGALEGQA |  | FLGETGLDRT |  | EGRDQTSVNS |  | ATLSRTLLAA |
| AGGSSLQTQR |  | GLPGSSPQQE |  | NRPGDKAEAP |  | KGQEQCRLET |  | IRDPKDTPFS |
| TCSSSSDSEP |  | EGFFLGERLP |  | QSWKTPGSLQ |  | AEDSNASKTH |  | CTMC       |

A: Аланін

C: Цистеїн

D: Аспарагінова кислота

E: Глутамінова кислота

F: Фенілаланін

G: Гліцин

H: Гістидин

I: Ізолейцин

K: Лізин

L: Лейцин

M: Метіонін

N: Аспарагін

P: Пролін

Q: Глутамін

R: Аргінін

S: Серин

T: Треонін

V: Валін

W: Триптофан

Задіяний у такому біологічному процесі, як альтернативний сплайсинг. 
Білок має сайт для зв'язування з іонами металів, іоном цинку. 